# Geografija Jordanije
Jordanija geografsko leži v jugozahodni Aziji, južno od Sirije, zahodno od Iraka, severozahodno od Saudove Arabije ter vzhodno od Izraela in Zahodnega brega; politično se to območje imenuje tako Zahodni kot tudi Srednji ali Bližnji vzhod. Ozemlje Jordanije zdaj obsega približno 91.880 kvadratnih kilometrov.
Med letoma 1950 in šestdnevno vojno leta 1967 je Jordanija zahtevala in upravljala dodatnih 5.880 kvadratnih kilometrov, ki zajemajo Zahodni breg; leta 1988 in z nadaljevanjem izraelske okupacije se je kralj Husein odpovedal zahtevku Jordanije na Zahodnem bregu v korist Palestincev.
Jordanija nima morja, razen na njenem južnem robu, kjer skoraj 26 kilometrov obale ob Akabskem zalivu zagotavlja dostop do Rdečega morja.
Geografske koordinate: 31°00′N 36°00′E / 31.000°N 36.000°E

## Meje
Razen majhnih odsekov meja z Izraelom in Sirijo mednarodne meje Jordanije ne sledijo dobro opredeljenim naravnim danostim terena. Meje države so bile določene z različnimi mednarodnimi sporazumi, z izjemo meje z Izraelom pa v začetku leta 1989 ni bil sporen noben.
Meje Jordanije s Sirijo, Irakom in Savdsko Arabijo nimajo posebnega pomena, kot ga ima meja z Izraelom; te meje niso vedno ovirale plemenskih nomadov v njihovem gibanju, vendar so meje za nekaj skupin ločile od tradicionalnih pašnih območij in jih omejile z nizom sporazumov med Združenim kraljestvom in vlado, ki je sčasoma postala Savdska Arabija, v sporazumu iz Hadda iz leta 1925.
Leta 1965 sta Jordanija in Savdska Arabija sklenili sporazum, ki je mejo prilagodil in razmejil. Jordanija je pridobila 19 kilometrov kopna v Aqabskem zalivu in 6.000 kvadratnih kilometrov ozemlja v notranjosti, 7.000 kvadratnih kilometrov od Jordanije upravljanega ozemlja pa ji je bilo odstopljeno. Nova meja je Jordaniji omogočila širitev pristaniških zmogljivosti in vzpostavila cono, v kateri sta se obe strani strinjali, da si bosta prihodke od nafte enakovredno delili, če bi odkrili nafto. Sporazum je varoval tudi pašnike in pravice nomadskih plemen na izmenjanih ozemljih.

## Topografija
Država je sestavljena predvsem iz planote, visoke med 700 in 1200 m, razdeljene na grebene z  dolinami in soteskami ter nekaj gorskih območij. Zahodno od planote se teren spušča z vzhodnega brega riftne doline reke Jordan. Dolina je del  Jordanskega tektonskega jarka v smeri sever-jug, njegove zaporedne depresije pa so Tiberijsko ali Galilejsko jezero (dno je približno −258 metrov), dolina Jordana, Mrtvo morje (njegovo dno je približno −829 metrov), Arabah in Aqabski zaliv pri Rdečem morju. Jordanska zahodna meja sledi dnu jarka. Čeprav je območje nagnjeno k potresom, že nekaj stoletij ni bilo zabeleženih hudih sunkov.
Daleč največji del Vzhodnega brega je puščava, ki kaže kopenske oblike in druge značilnosti, povezane z veliko suhostjo. Večji del te pokrajine je del Sirske puščave in severnih puščav Saudove Arabije. Obstajajo široka prostranstva peska in sipin, zlasti na jugu in jugovzhodu, skupaj s solnimi ploščami. Občasni vložki peščenjakovih gričev ali nizkih gora je le borno in omejeno poraščeno, rastlinje uspeva le kratek čas po redkem zimskem deževju. Ta območja imajo malo življenja in so najmanj poseljena območja Jordanije.
Vodna mreža je groba in vrezana. Na mnogih območjih relief ne dopušča izliva v morje, tako da se sedimenti nabirajo v bazenih, kjer vlaga izhlapi ali se absorbira v tla. Proti depresiji na zahodnem delu Vzhodnega brega se puščava postopoma dviga v jordansko visokogorje - stepsko deželo visokih, globoko razrezanih apnenčastih planot s povprečno nadmorsko višino približno 900 metrov. Občasni vrhovi v tej regiji dosežejo 1200 metrov na severnem delu in presegajo 1700 metrov v južnem delu; najvišji vrh je Jabal Ramm s 1754 metri (čeprav je najvišji vrh v celotni Jordaniji Jabal Umm al Dami s 1854 metri in je v odročnem delu južne Jordanije. Ta visokogorja so območja vasi s pradavno poselitvijo.
Zahodni rob te planote tvori škarpo (pečino) ob vzhodni strani depresije reke Jordan—Mrtvo morje ter njeno nadaljevanje južno od Mrtvega morja. Večina vadijev, ki zagotavljajo odtok iz planote v depresijo, prenaša vodo le v kratkem času zimskega dežja. Močno zarezane z globokimi stenami, podobnimi kanjonom, ne glede na to ali so pretočni ali suhi vadiji, so lahko resna ovira za potovanje.
Reka Jordan je kratka, vendar se iz njenih gorskih vod (približno 160 kilometrov severno od ustja reke pri Mrtvem morju) struga spusti z nadmorske višine približno 3000 metrov na več kot 400 metrov pod morsko gladino. Preden pride do jordanskega ozemlja, reka tvori Galilejsko jezero, katerega površina je 212 metrov pod morsko gladino. Glavni pritok reke Jordan je reka Jarmuk. V bližini stičišča obeh rek, Jarmuk tvori mejo med Izraelom na severozahodu, Sirijo na severovzhodu in Jordanijo na jugu. Reka Zarka, drugi glavni pritok reke Jordan, teče in se v celoti izliva na Vzhodnem bregu.
380 kilometrov dolga riftna dolina, teče od reke Jarmuk na severu do Al Aqabe na jugu. Severni del, od reke Jarmuk do Mrtvega morja, je splošno znan kot dolina reke Jordan. Reka Jordan jo deli na vzhodni in zahodni del. Na vzhodni in zahodni strani meji s strmimi pečinami, na nekaterih mestih doseže največjo širino dvaindvajset kilometrov. Dolina je pravilno znana kot Al Ghawr ali Al Ghor (depresija ali dolina).
Riftna dolina na južni strani Mrtvega morja je znana kot južni Ghawr in Wadi al Jayb (popularno znan kot Wadi al Arabah). Južni Ghawr poteka od Wadi al Hammah na južni strani Mrtvega morja do Ghawr Faya, približno 25 kilometrov južno od Mrtvega morja. Wadi al Jayb je dolg 180 kilometrov, od južne obale Mrtvega morja do Al Aqabe na jugu. Dolinsko dno se spreminja po višini. Na jugu doseže najnižjo raven pri Mrtvem morju (več kot 400 metrov pod morsko gladino), na severu pa se dviga tik nad morsko gladino. Izhlapevanje iz morja je ekstremno zaradi celoletnih visokih temperatur. Voda vsebuje približno 250 gramov raztopljenih soli na liter na površini in doseže točko nasičenja na 110 metrih.
Mrtvo morje zaseda najglobljo depresijo na kopenski površini zemlje. Globino depresije poudarjajo okoliške gore in visokogorja, ki se dvigajo na nadmorske višine med 800 in 1200 metri. Največja globina morja je približno 430 metrov in tako doseže točko več kot 829 metrov pod morsko gladino. Padec gladine morja je nekdanji polotok Lisan spremenil v kopenski most, ki razdeli morje na ločena severni in južni bazen.

## Podnebje
Glavna značilnost podnebja je kontrast med relativno deževno sezono od novembra do aprila in zelo suhim vremenom za preostali del leta. Z vročimi, suhimi, enakomernimi poletji in hladnimi, spremenljivimi zimami, med katerimi se pojavljajo praktično vse padavine, ima država sredozemsko podnebje.
Dlje od Sredozemskega morja kot je določen del države, večji so sezonski kontrasti temperature in manj je padavin. Zračni tlaki v poletnih mesecih so sorazmerno enakomerni, medtem ko zimski meseci prinašajo vrsto območij z nizkim tlakom in spremljajoče hladne fronte. Te ciklonske motnje se običajno večkrat na mesec premikajo proti vzhodu od Sredozemskega morja in vodijo do sporadičnih padavin.
Večina Vzhodnega brega prejme manj kot 120 milimetrov dežja na leto in ga je mogoče uvrstiti med suho puščavo ali stepsko območje. Ko se tla dvignejo v visokogorje vzhodno od doline Jordana, se padavine povečajo na približno 300 milimetrov na jugu in 500 milimetrov ali več na severu. Dolina Jordana, ki leži višje na Zahodnem bregu, tvori ozek klimatski pas, ki letno sprejme do 300 milimetrov dežja v severnem toku; dež pade na manj kot 120 milimetrov na čelu Mrtvega morja.
Dolgo poletje v državi avgusta doseže vrhunec. Januar je po navadi najbolj hladen mesec. Dokaj široki temperaturni razponi v obdobju štiriindvajsetih ur so največji v poletnih mesecih in se povečujejo z nadmorsko višino in oddaljenostjo. Dnevne temperature v poletnih mesecih pogosto presegajo 36 ° C in povprečne približno 32 ° C. Nasprotno pa zimski meseci - od novembra do aprila - prinašajo zmerno hladno in včasih hladno vreme, v povprečju okoli 13 ° C. Razen v riftni depresiji je mraz v zimskem času dokaj pogost, na višjih višinah severozahodnega visokogorja lahko pade sneg. Običajno sneži nekajkrat letno v zahodnem Amanu.
Mesec dni pred in po poletni sušni sezoni vroč in suh zrak iz puščave, ki ga vleče nizki tlak, ustvarja močan veter z juga ali jugovzhoda, ki včasih doseže silo viharja. Na Bližnjem vzhodu ga poznajo po različnimi imeni, vključno s khamsinom, ta suh veter podoben široku običajno spremljajo veliki oblaki prahu. Začetek se kaže kot nejasno nebo, padajoč barometer in padec relativne vlažnosti na približno 10 odstotkov. V nekaj urah lahko pride do zvišanja temperature od 5,6 ° C do 8,3 ° C. Te vetrovne nevihte trajajo en dan ali več, povzročajo veliko nelagodja in uničujejo kmetijske pridelke, tako da jih sušijo.
Šamal, še en pomemben veter, prihaja s severa ali severozahoda, navadno v presledkih med junijem in septembrom. Čez dan miruje in piha ponoči, lahko celo devet dni do deset dni, nato se postopek ponovi. Izvira kot suha celinska masa polarnega zraka, ki se segreva, ko prehaja evrazijsko kopno. Suhost omogoča intenzivno segrevanje zemeljske površine s soncem, kar ima za posledico visoke dnevne temperature, ki se po sončnem zahodu zmerno znižajo.

## Podatki
Površina: 

skupaj: 89.342 km² 

kopno: 88.802 km² 

vode: 540 km² 
Kopenske meje: 

skupaj: 1.744 km 

država: Irak 179 km, Izrael 307 km, Savdova Arabija 731 km, Sirija 379 km, Zahodni breg 148 km 
Obala:  26 km 

opomba: Jordanija ima mejo tudi na Mrtvem morju: 50 km 
Pomorske zahteve: 

teritorialno morje: 3 nmi (5.556 km) 
Višinski ekstremi: 

najnižja točka: Mrtvo morje −408 m (gladina)

najvišja točka: Jabal Umm ad Dami 1854 m